# Fubao, Sichuan
Fubao (kinesiska: 福宝) är en ort i Kina. Den ligger i provinsen Sichuan, i den sydvästra delen av landet, omkring 290 kilometer sydost om provinshuvudstaden Chengdu.
Runt Fubao är det tätbefolkat, med 257 invånare per kvadratkilometer. Närmaste större samhälle är Changqi, 16,6 km söder om Fubao. I omgivningarna runt Fubao växer i huvudsak blandskog.
Genomsnittlig årsnederbörd är 1 431 millimeter. Den regnigaste månaden är juni, med i genomsnitt 266 mm nederbörd, och den torraste är december, med 21 mm nederbörd.